# Lucy MacGregor
Lucy Claire MacGregor (Poole, 28 de noviembre de 1986) es una deportista británica que compitió en vela en las clases Yngling y Elliott 6m. Su hermana Kate también compitió en vela.
Ganó una medalla de bronce en el Campeonato Mundial de Yngling de 2007 y cinco medallas en el Campeonato Mundial de Match Race Femenino entre los años 2010 y 2019. Participó en los Juegos Olímpicos de Londres 2012, ocupando el séptimo lugar en la clase Elliott 6m.

## Palmarés internacional
| Campeonato Mundial | Campeonato Mundial | Campeonato Mundial | Campeonato Mundial |
| Año                | Lugar              | Medalla            | Clase              |
| ------------------ | ------------------ | ------------------ | ------------------ |
| 2007               | Cascaes (Portugal) | Medalla de bronce  | Yngling            |

| Campeonato Mundial | Campeonato Mundial            | Campeonato Mundial | Campeonato Mundial |
| Año                | Lugar                         | Medalla            | Clase              |
| ------------------ | ----------------------------- | ------------------ | ------------------ |
| 2010               | Rhode Island (Estados Unidos) | Medalla de oro     | Match race         |
| 2011               | Perth (Australia)             | Medalla de plata   | Match race         |
| 2017               | Helsinki (Finlandia)          | Medalla de oro     | Match race         |
| 2018               | Ekaterimburgo (Rusia)         | Medalla de oro     | Match race         |
| 2019               | Lysekil (Suecia)              | Medalla de oro     | Match race         |